# Kratki nedoločnik
Kratki nedoločnik je pogovorni nedoločnik brez končnega -i (npr. delat, nest, peč). Pogosto se tudi naglasno razlikuje od dolgega nedoločnika (nôsit – nosíti, nèst (sicer tudi nêst) – nêsti). Naglasno se lahko loči tudi od namenilnika (kratki nedoločnik bràt, spàt, kovàt, dajàt, pìt : namenilnik brát, spát, kovát, daját, pít).

## Tvorba
Jože Toporišič je razvrstil glagole glede na tvorbo kratkega nedoločnika v naslednje skupine:

1. Glagoli na -áti -ám imajo kratki nedoločnik na -àt (nakupováti → nakupovàt). Na enak način tvorimo kratki nedoločnik pri glagolih, ki imajo nasploh naglas na a (krásti → kràst).

2. Glagoli na -éti imajo pri kratkem nedoločniku e dolg (začéti → začét). Tak ozek e imajo tudi kratki nedoločniki iz glagolov, ki imajo korenski é v nedoločniku (vléči → vléč).

3. Pri glagolih na -íti -ím so možne kratke nedoločniške oblike tako na -ít kot na -ìt (kosíti → kosít ali kosìt). Posebnost je na primer glagol govoríti, kjer  je poleg oblik govorít in govorìt možen tudi izgovor kratkega nedoločnika kot govôrit.

4. Za glagole z naglašenim širokim samoglasnikom v dolgem nedoločniku (nêsti, bôsti) je pri kratkem nedoločniku možen dolg naglašen samoglasnik (nêst, bôst) ali kratek (nèst, bòst).